# Орден «Карабах»
Орден «Карабах» (азерб. "Qarabağ" ordeni) — орден Азербайджанской Республики.

## История
11 ноября 2020 года президент Азербайджанской Республики Ильхам Алиев на встрече с ранеными военнослужащими, принимавшими участие в вооружённом конфликте в Нагорном Карабахе осенью 2020 года, заявил, что в Азербайджане будут учреждены новые ордена и медали, и, что дал соответствующее указание о награждении гражданских лиц и военнослужащих, проявивших героизм на поле боя и в тылу и отличившихся именно в этой войне. По словам Алиева, он также предложил названия этих орденов и медалей.
20 ноября 2020 года на пленарном заседании Милли Меджлиса Азербайджана был вынесен на обсуждение законопроект о внесении поправок в закон «Об учреждении орденов и медалей Азербайджанской Республики».
Орден «Карабах» был учреждён в этот же день в первом же чтении согласно законопроекту об учреждении орденов и медалей по случаю победы Азербайджана в «Отечественной войне», как в Азербайджане официально именуется Вторая Карабахская война.
В законопроекте слова «Орден Карабах» были добавлены после слов «Орден Победы» в статье 1 п. 1.1.
Законом Азербайджанской Республики от 26 ноября 2020 года было утверждено описание ордена «Карабах» Азербайджанской Республики.

## Описание
Орден «Карабах» изготовлен из золота.

## Положение об ордене
Орден «Карабах» предназначен для лиц, продемонстрировавших храбрость при уничтожении живой силы и техники противника, а также при выполнении служебного долга в условиях реальной угрозы жизни во время освобождения оккупированных территорий и восстановления государственных границ Азербайджана.